# Ijiraq (księżyc)
Ijiraq (Saturn XXII) – mały księżyc Saturna odkryty wraz z siedmioma innymi księżycami 23 września 2000 roku przez Johna J. Kavelaarsa, Bretta J. Gladmana i ich zespół za pomocą 3,6-metrowego Teleskopu Kanadyjsko-Francusko-Hawajskiego na Mauna Kea na Hawajach. Odkrycie to miało miejsce 19 lat po przelocie sondy Voyager 2 przez system Saturna. Ijiraq należy do grupy inuickiej księżyców nieregularnych planety. Został nazwany imieniem istoty z mitologii Inuitów, opisanej w książce dla dzieci Hide and Sneak Michaela Arvaarluka Kusugaka.